# Nemotelus bomynensis
Nemotelus bomynensis är en tvåvingeart som beskrevs av Pleske 1937. Nemotelus bomynensis ingår i släktet Nemotelus och familjen vapenflugor. Inga underarter finns listade i Catalogue of Life.